# Cronotropismo
Efeitos cronotrópicos são aqueles que, de forma fisiológica, mudam o ritmo cardíaco.
É produzido um ritmo cardíaco em condições não-patológicas, em um grupo de células conhecidas como "nódulo sinusal". Estas células possuem uma proteína de membrana denominadas "canais de cálcio". São canais de cálcio que se encontram abertos quando os canais de cálcio típicos de qualquer célula estão fechados. Isto provoca uma lenta despolarização da célula, a partir do qual se origina a contração do coração. Assim, os canais de cálcio regulam a frequência da contração cardíaca.
As substâncias cronotrópicas são aquelas que promovem a abertura dos canais de cálcio, e assim, a rápida despolarização e um aumento da freqüência cardíaca.
A parte simpática da divisão autonômica do sistema nervoso aumenta a frequência cardíaca (efeito cronotrópico positivo), a condução dos estímulos  (efeito dromotrópico positivo) e a excitabilidade (efeito batmotrópico positivo) das fibras musculares cardíacas. Além disso, a força de contração também aumenta (efeito inotrópico positivo) e o relaxamento é acelerado (efeito lusitrópico positivo).